# Kelly Rolleston
Kelly Rewiti Rolleston (Wellington, 27 agosto 1971) è un ex rugbista a 15, allenatore di rugby a 15 e dirigente sportivo neozelandese, in carriera agonistica attivo nel ruolo di estremo; dal 2015 lavora nel Piacenza del quale è direttore sportivo.

## Biografia
Diplomato al St Patrick's College di Wellington Rolleston crebbe nella squadra di rugby del Marist St. Pats; all'epoca della militanza in tale squadra rappresentò, nel 1992, la Nuova Zelanda a livello Under-21; a livello provinciale rappresentò la federazione di Wellington dal 1992 al 1996.
Nella stagione sportiva 1996-97 fu in Italia, al Petrarca; ivi rimase 3 stagioni, nell'ultima delle quali si impose come miglior marcatore (366 punti) e miglior realizzatore di mete (21) del campionato.
Dopo il triennio a Padova fu in Francia al Castres, con cui giunse fino alla finale di Challenge Cup 1999-2000; terminato l'ingaggio con il club francese nel 2001 fu in procinto di trasferirsi al Rugby Roma, ma le cattive condizioni finanziarie del club fecero sì che a ingaggiare Rolleston fu il Calvisano, con cui arrivò fino alla finale di Super 10 persa contro il Viadana e nella quale marcò 9 punti frutto di tre calci piazzati.
Lasciata Calvisano si stabilì al Piacenza, squadra in cui terminò la carriera agonistica e iniziò quella tecnica; nel 2010 passò all'altra compagine cittadina, i Rugby Lyons, della cui selezione giovanile divenne tecnico prima di passare alla prima squadra; dopo un quinquennio al Lyons è tornato al Piacenza con incarico dirigenziale.